# Az Egyesült Királyság és Oroszország kapcsolatai

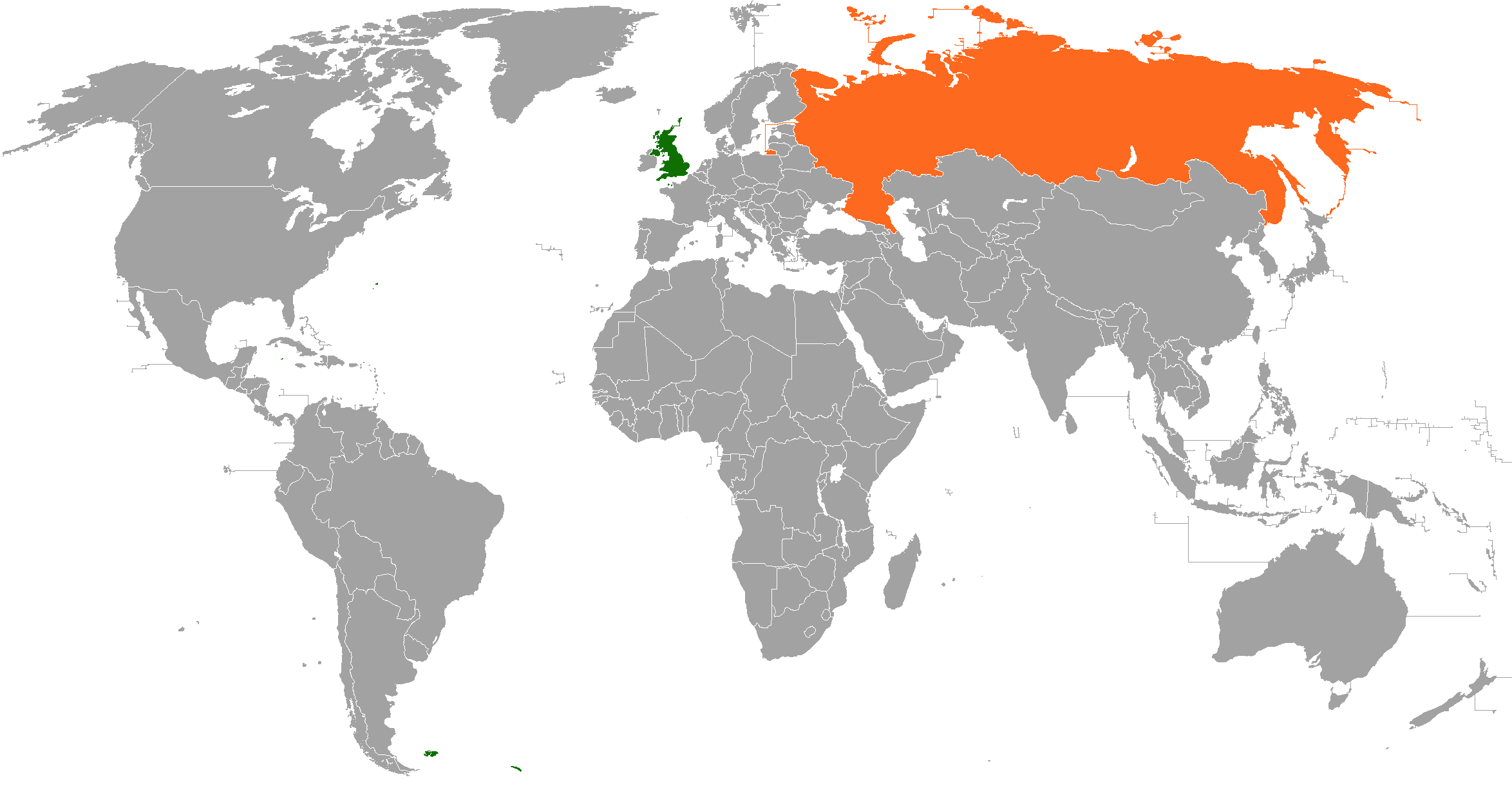
Az Egyesült Királyság és Oroszország helyzete a világtérképen

Nagy-Britannia és Észak-Írország Egyesült Királyság és az Oroszországi Föderáció, illetve régebben Anglia és az Orosz Birodalom kapcsolatai, röviden az angol–orosz vagy brit–orosz kapcsolatok az újkor hajnala óta az európai és világpolitika, az egész nemzetközi kapcsolatrendszer egyik legfontosabb elemét alkotják.
Formális – diplomáciai – kapcsolatok a két udvar között először 1553-ban jöttek létre. A történelem során a két ország kapcsolatai jelentős hullámzásokon mentek keresztül.
A napóleoni háborúk során szövetségesek voltak, de a 19. század derekán a két nagyhatalom expanziós törekvései a krími háborúban ütköztek össze. A 20. század világháborúi során a két ország újra szövetséges volt, de azokat követően megint az ellentétek kerültek előtérbe. Nagy-Britannia szövetségeseivel együtt fegyveres intervencióval avatkozott be az orosz polgárháborúba. Az Orosz Birodalom helyén létrejött Szovjetunióval csak nagyon nehézkesen alakultak Nagy-Britannia kapcsolatai. A Szovjetunió elleni 1941-es német támadás után azonban gyökeresen megváltozott a helyzet: a két ország szoros szövetséges lett a hitleri Németország elleni élet-halál küzdelemben. A második világháború utáni hidegháború során aztán újra rendkívül feszült viszony uralkodott közöttük. A Szovjetunió felbomlása, a kelet-európai rendszerváltások sem sokat javítottak a két entitás kapcsolatain.
A két ország hírszerzése között különlegesen éles küzdelem folyt a 20. században. A Cambridge-i ötök szovjet hírszerzői csoportja az 1930-as évektől egészen az 1950-es évekig mélyen beépült a brit titkosszolgálatok vezetésébe. Később a brit hírszerzés ért el kiemelkedő eredményeket a Szovjetunió elleni küzdelemben Oleg Penykovszkij és Oleg Gorgyijevszkij beszervezésével.
A feszültségek a 21. század elején is jellemzők az Oroszországi Föderáció és az Egyesült Királyság politikai kapcsolataira. London már a 19. századtól kedvelt célpontja az oroszországi politikai menekülteknek, dúsgazdag emigránsoknak és átállt hírszerzőknek egyaránt. Az orosz biztonsági szolgálatok több egykori orosz titkosszolgálati személy ellen követtek el merényletet brit földön.

## A két ország főbb adatainak összehasonlítása
|                                                              | Oroszországi Föderáció | Nagy-Britannia és Észak-Írország Egyesült Királyság |
| ------------------------------------------------------------ | --- | --- |
| Címer                                                        | | |
| Zászló                                                       | | |
| Lakosság                                                     | 146 793 744 | 67 545 757 |
| Terület                                                      | 17 075 400 km2 | 243 910 km2 |
| Népsűrűség                                                   | 8/km2 | 262/km2 |
| Időzónák                                                     | 11 | 1 |
| Kizárólagos gazdasági övezet                                 | 8 095 881 km2 | 6 805 586 km2 |
| Főváros                                                      | Moszkva | London |
| Legnagyobb város                                             | Moszkva 11 503 501, 15 500 100 (agglomerációval)                                                                                          | London 8 174 100, 14 209 000 (agglomerációval) |
| Kormányzat                                                   | Föderáció, fél-elnöki alkotmányos köztársaság                                                                                             | Parlamentáris alkotmányos monarchia |
| Hivatalos nyelv                                              | orosz | angol |
| Főbb vallások                                                | 41% orosz ortodox, 13% vallástalan, 6,5% muzulmán, 4,1% felekezet nélküli keresztény, 1,5% más ortodox, 3,4% egyéb (2012-es népszámlálás) | 59,5% keresztény, 25,7% vallástalan, 7,2% nem nyilatkozott, 4,4% muzulmán, 1,3% hindu, 0,7% szikh, 0,4% izraelita, 0,4% buddhista (2011-es népszámlálás |
| Etnikumok                                                    | 80,90% orosz, 3,96% más indoeurópai, 8,75% türk, 3,78% kaukázusi, 1,76% finnugor és mások (2010-es népszámlálás)                          | 87% fehér (81,9% fehér brit), 7% ázsiai, 3% fekete, 2% kevert fajú, 1% egyéb (2011-es népszámlálás)                                                     |
| Bruttó hazai termék vásárlóerő-paritáson a Világbank szerint | 4,322 billió USD | 3,141 billió USD |
| Nominális bruttó hazai termék (GDP) a Világbank szerint      | 1,610 billió USD | 2,829 billió USD |
| Katonai kiadások                                             | 61,4 milliárd USD | 72,7 milliárd USD |
| nukleáris robbanófejek száma aktív/összes                    | 13 365 / 49 150 | 120 / 215 |

## A kétoldalú kapcsolatok története

### 1553–1792

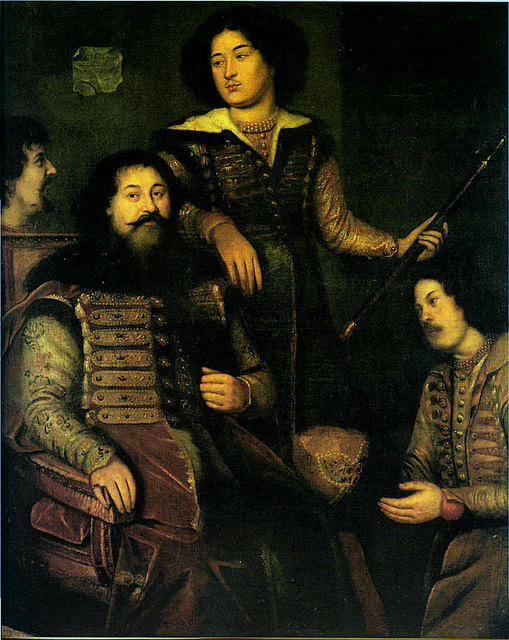
Orosz nagykövetek Londonban, 1662

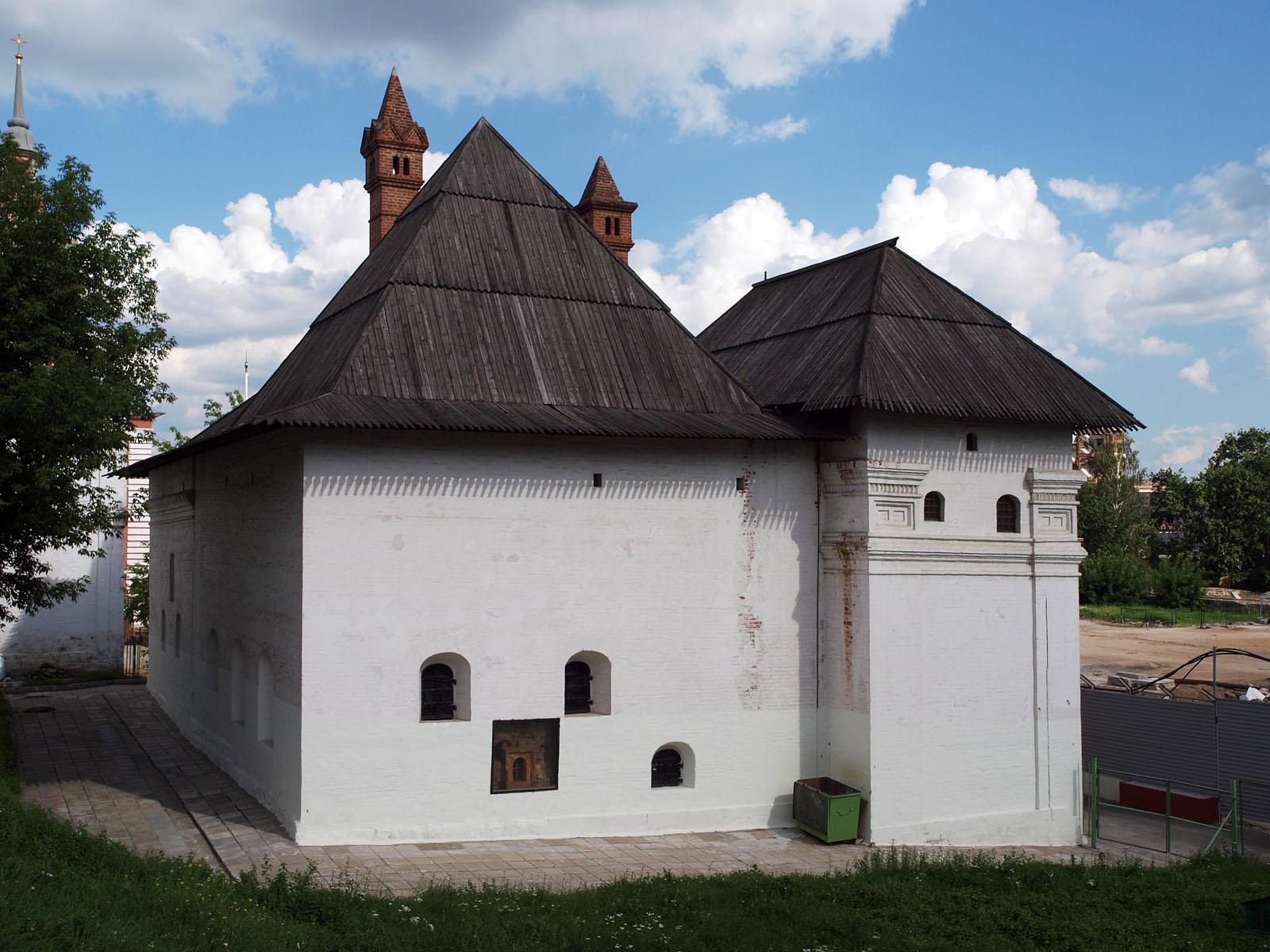
Az Angol Udvar Moszkvában – a Muscovy Company székhelye és az angol nagykövetek rezidenciája a 17. században

Az Angol Királyság és az Orosz Birodalom 1553-ban létesített hivatalos kapcsolatot, amikor Richard Chancellor angol utazó a Kínába és Indiába vezető északkeleti átjárót keresve a mai Arhangelszk környékére érkezett. Ekkor I. Mária angol királynő volt Anglia uralkodója, Oroszországé pedig Rettegett Iván. Chancellor 1555-ben megismételte utazását, és ekkor megalapították a Muscovy Companyt. A társaság monopóliumot kapott az angol–orosz kereskedelemre, ez egészen 1698-ig érvényben maradt. Alekszej orosz cár 1649-ben annyira felháborodott I. Károly angol király kivégzése miatt, hogy az angol kereskedőket elűzte országából.
I. Péter orosz cár 1697–98-ban, nagy nyugat-európai körutazása során három hónapot töltött kíséretével Angliában, ahol főként a hajóépítés és a navigáció szakmai fortélyait tanulmányozta.

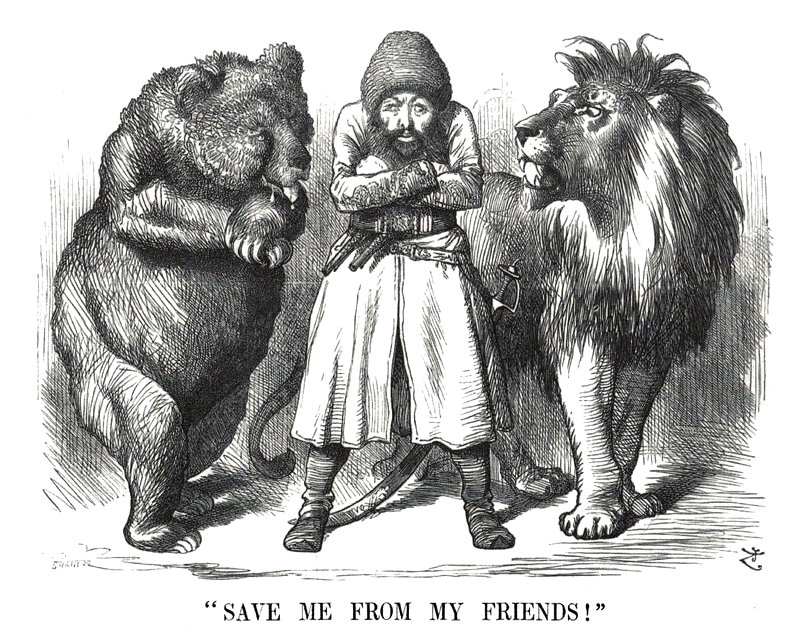
Oroszország medve, Britannia oroszlán alakjában kerülgeti Afganisztánt (a karikatúra felirata: Ments meg a barátaimtól!)

Az 1720-as évektől Nagy Péter brit mérnököket hívott Szentpétervárra, ahol 1730-ra kereskedőkből, mérnökökből és más szakemberekből egy kicsi, de befolyásos angol kolónia alakult ki, ami egészen 1921-ig fennállott.
A 18. század nagy európai háborúiban a két ország váltakozva tartozott szövetséges vagy ellenséges koalíciókhoz. Az osztrák örökösödési háborúban szövetségesek voltak, viszont a hétéves háborúban ellenfelek, bár a csatatéren nem kerültek szembe egymással.

#### Az Ocsakov-ügy
Az 1780-as években meglehetősen modern incidensre került sor a két ország között, a diplomácia, a parlamentarizmus és a közvélemény erőinek kombinálásával. William Pitt miniszterelnököt nyugtalanította a vetélytárs Oroszország térhódítása a Krímben az Oszmán Birodalom rovására. Pitt szerette volna megszerezni a parlament támogatását egy Oroszország elleni fegyveres akcióra, mivel Moszkva az aktuális orosz–török béketárgyalásokon nem volt hajlandó visszaadni a törököknek a fekete-tengeri Ocsakov erődjét. A londoni orosz nagykövet, Szemjon Romanovics Voroncov Pitt belpolitikai ellenfeleire támaszkodva kampányt szervezett a közvéleményben és a parlamentben. Pitt végül megnyerte a parlamenti szavazást, de olyan kis fölénnyel, hogy inkább lemondott a fegyveres támadásról és megújította a kereskedelmi szerződést Oroszországgal.

### 1792–1917
A francia forradalom kirobbanása, majd az azt követő francia forradalmi háborúk egy táborba sodorták az alkotmányos Britanniát és az autokratikus Oroszországot a köztársasági Franciaország ellen. A britek és az oroszok megpróbálkoztak egy közös invázióval Hollandia ellen, de ennek kudarca változásokhoz vezetett a két ország politikájában.
Nagy-Britannia elfoglalta Máltát, viszont a lovagok egy csoportja I. Pál orosz cárnak ajánlotta fel a Máltai Lovagrend nagymesteri címét. A franciák és az oroszok ekkoriban közös hadjáratot is terveztek az indiai brit birtokok ellen, erre azonban soha nem került sor.
A két ország 1807 és 1812 között hadban állt egymással, bár tényleges harcra kisebb tengeri csatákon kívül nem került sor közöttük. Később szövetségesek lettek a Napóleon ellen vívott háborúkban. Nagy-Britannia és Oroszország együttműködése nagy szerepet játszott a bécsi kongresszus eredményeiben is.

#### A „keleti kérdés”, a „nagy játszma” és az angliai russzofóbia
1820-tól egészen 1907-ig az angliai politikai közvéleményt erősen foglalkoztatta az India felé történő orosz előretörés veszélye, népszerű nevén a nagy játszma. A brit elit élesen oroszellenes érzelmeket táplált, előretört a médiában is a russzofóbia. A két nagyhatalom érdekütközésének másik terepe a hanyatló Oszmán Birodalom felosztásának ügye, az úgynevezett „keleti kérdés” volt. Ennek a fő eleme Oroszországnak az a régi stratégiai törekvése volt, hogy kijusson az úgynevezett meleg (azaz jégmentes, egész évben hajózható) tengerekre, először a Fekete-tengeren vesse meg a lábát, majd elérje a Földközi-tengert is. Ez utóbbihoz ellenőrzése alá kellett volna vonnia a Boszporuszt és a Dardanellákat, amit a britek minden eszközzel meg kívántak akadályozni.

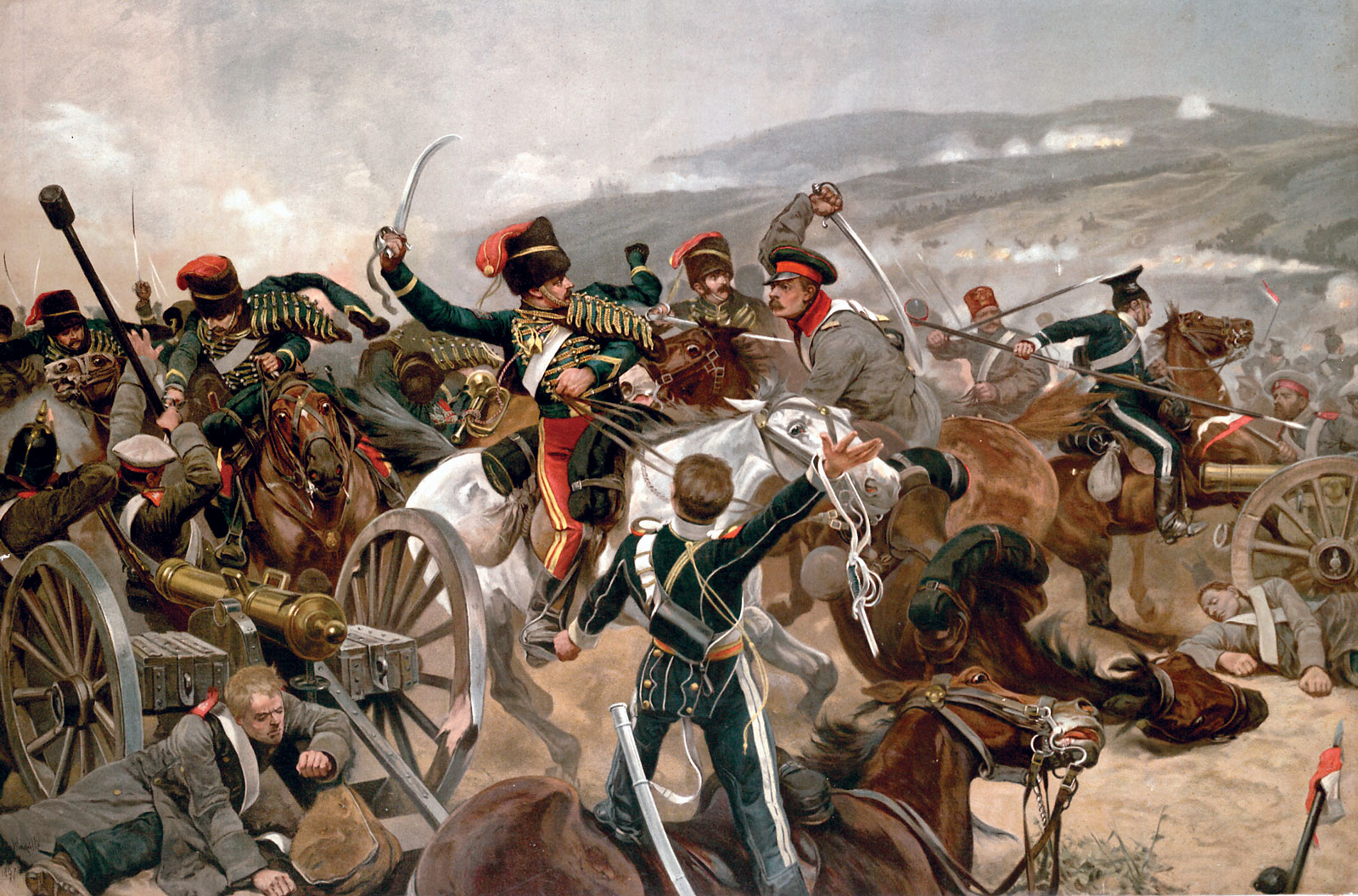
A könnyűlovasság támadása a krími háborúban

Mindkét birodalom beavatkozott a törökök ellenében a görög szabadságharcba (1821–1829), aminek az 1827-es londoni egyezmény vetett véget. Ez utóbbi azonban Oroszország számára is kötelezettségeket tartalmazott, miszerint az ezután következő orosz–török háborúk révén nem juthat területi vagy kereskedelmi előnyökhöz, ami később sok vitához vezetett.
1851-ben a londoni kristálypalotában megrendezték az első világkiállítást. Oroszország ezt az alkalmat igyekezett felhasználni arra, hogy oszlassa a vele szemben Nagy-Britanniában létező negatív sztereotípiákat. Azonban az orosz luxuscikkek és művészeti tárgyak nagyszabású bemutatója, fejlett ipari termékek kiállítása nélkül, kevés sikert hozott. Nagy-Britannia nem értékelte az orosz flottát komoly ellenfélnek, azonban az orosz szárazföldi hadsereget jelentős veszélyként tartotta számon.
Oroszország folytatta előrenyomulását az Oszmán Birodalom ellen, ami az erőegyensúly fenntartásában érdekelt Nagy-Britanniát és Franciaországot arra késztette, hogy lépjen szövetségre a törökökkel és szorítsa vissza az oroszokat. Ennek eredménye lett a krími háború (1853–1856), amelynek során a russzofóbia is szerepet játszott a tömegtámogatás megszerzésében a távoli és népszerűtlen hadakozás iránt. A mértékadó brit közvélemény, főleg a liberálisok, támogatták a novemberi felkelést 1830-ban, majd az 1863-as januári felkelést is. A brit kormányzat is aggodalommal figyelte ezeket a fejleményeket, de itt nem avatkozott közbe. A krími háborúban elszenvedett megalázó vereség csak fokozta az orosz bosszúvágyat.
A két ország már 1815 óta ideológiai hidegháborúban állt egymással. Az oroszok a Szent Szövetség keretén belül vállalt kötelezettségeiknek megfelelően Európa-szerte felléptek a liberális forradalmak ellen, így Magyarországon leverték az 1849-es szabadságharcot, de számukra a legfontosabb a lengyelországi oroszellenes felkelések elfojtása volt. A britek az orosz elnyomás megnyilvánulásait nagy megvetéssel figyelték, de nem avatkoztak közbe. A két fél stratégiai ellentétei azonban kiéleződtek a század derekán, amikor ázsiai előrenyomulásuk során is megközelítették egymás birtokait. A brit elit és a szélesebb közvélemény is különösen fontosnak tartotta a Boszporusz és a Dardanellák irányába történő orosz előretörés meghiúsítását.
London adott otthont az első cenzúrátlan orosz nyelvű periodikáknak, mint a Poljarnaja Zvezda, a Golosza iz Rosszii, valamint a Kolokol amelyeket Alekszandr Ivanovics Herzen és Nyikolaj Platonovics Ogarjov adott ki 1855–1865 között, nagy hatást gyakorolva az orosz liberális értelmiségre. Ezeket Herzen a Szabad Orosz Sajtó nevű alapítványon keresztül finanszírozta, amit 1853-ban, a krími háború előestéjén hozott létre az Oroszországból a Rothschild család párizsi bankja segítségével kijuttatott tőkéje segítségével.

#### Az Oroszország-kép alakulása Nagy-Britanniában

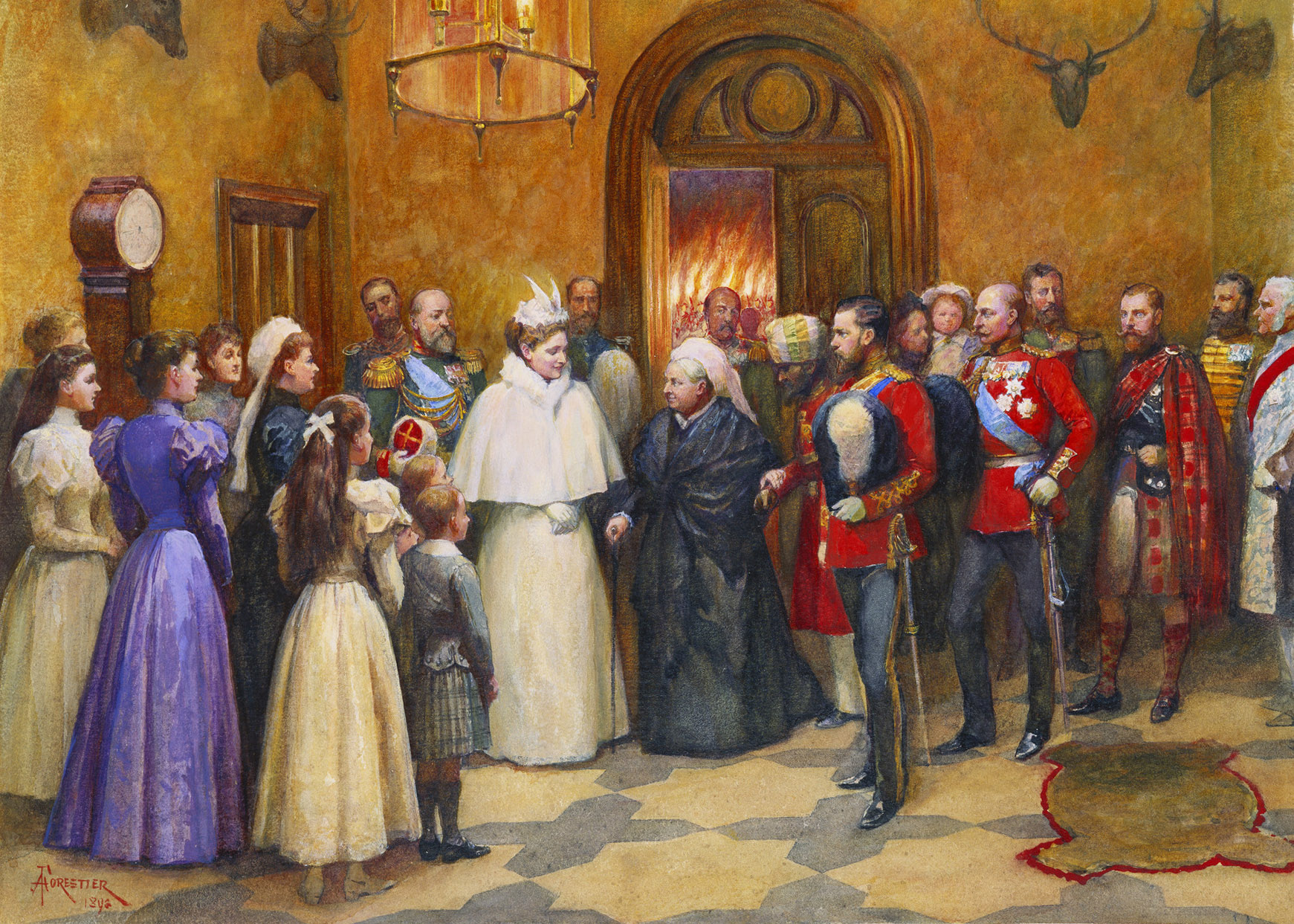
Viktória királynő és II. Sándor cár a Balmorali kastélyban Skóciában, 1896

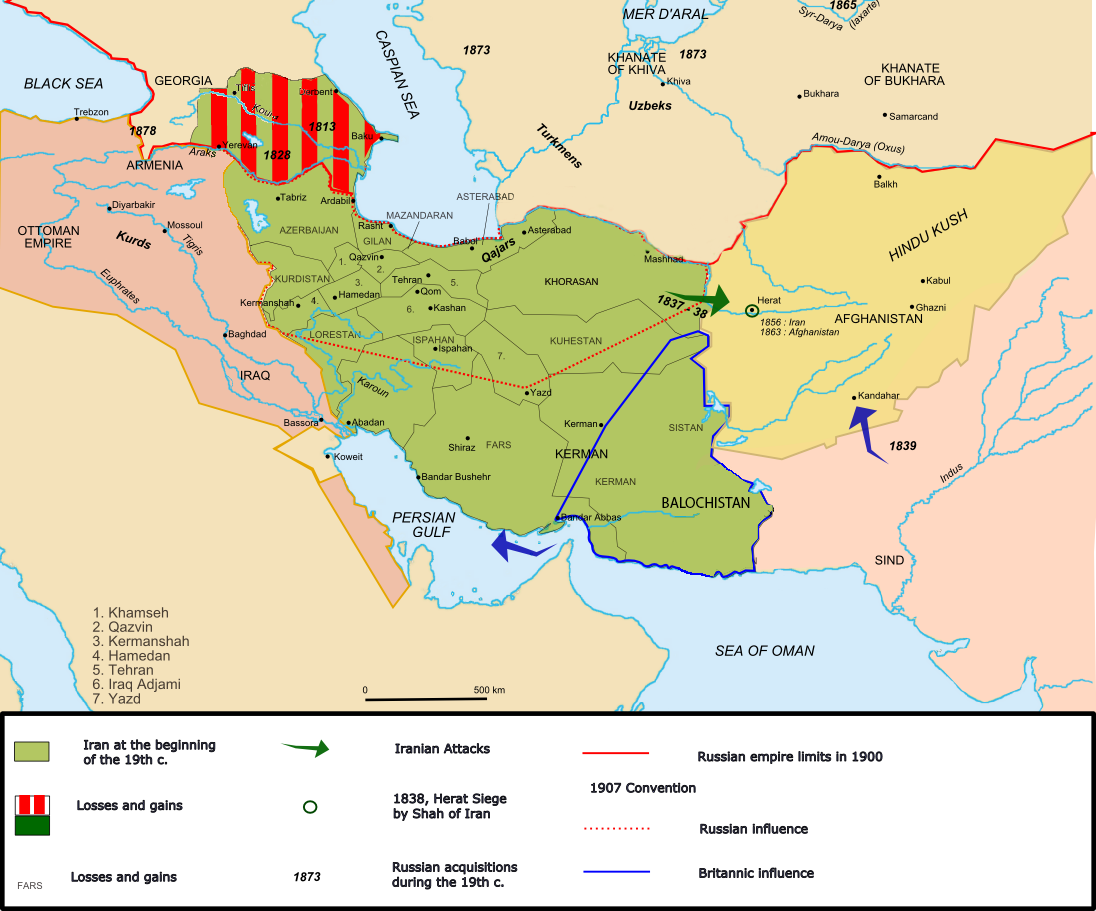
Brit (kék) és orosz (piros) érdekszférák Iránban és környékén 1900 körül

Az angol média a 19. század közepén folyamatosan erősen negatív képet rajzolt Oroszországról. Az orosz népet is babonás, passzív tömegként ábrázoltak, akik megérdemlik a cár önkényuralmát. Az orosz barbárságot szembeállították a civilizált brit viszonyokkal.  1874-ben ez a helyzet némileg változott, amikor Viktória brit királynő második fia feleségül vette II. Sándor orosz cár egyetlen lányát, és ezután a cár szívélyes légkörű látogatást tett az Egyesült Királyságban. Az enyhülés azonban csak három évig tartott, mielőtt  a két nagyhatalom politikai érdekei újra egymás ellen fordították őket.

#### A Pandzsdeh-incidens
Oroszország Turkesztán, a mai közép-ázsiai köztársaságok meghódítása után ebben a térségben is folytatta előrenyomulását a „meleg tengerek”, azaz itt az Indiai-óceán felé.  Ennek jegyében 1885-ben annektálta Afganisztán egy határ menti erődítményét, ami háborús feszültséghez vezetett Nagy-Britanniával. Az angolok ugyanis az orosz előretörést súlyos fenyegetésnek értékelték indiai gyarmatbirodalmukkal szemben. A két fél azonban végül diplomáciai úton nyugvópontra vitte a viszályt és meghatározták az egyébként független Afganisztán északnyugati határát.  A brit–orosz vetélkedés Perzsiában is állandósult, de háborús veszély nélkül.

#### Távol-Kelet, 1860–1917
A brit és az orosz imperialista terjeszkedés harmadik találkozási területe Északkelet-Ázsia, a Távol-Kelet volt, bár itt ebben az időben kisebbek voltak a feszültségek és a két fél számos egyezményben békésen határolta el érdekszféráit. Oroszország az 1890-es években megépítette a transzszibériai vasútvonalat, a britek pedig az ópiumháborúk nyomán félgyarmati helyzetbe került Kínában növelték kereskedelmi aktivitásukat Hongkongon és más úgynevezett szerződéses kikötőkön keresztül. Oroszország végre hozzájutott itt egy egész évben jégmentes kikötőhöz, kiépítette vlagyivosztoki bázisát. A brit–orosz együttműködés egyik kulcsa a térségben a mindkét fél által Japánnal szemben táplált félelem volt. Ugyancsak mindketten elfogadták az Egyesült Államok által kezdeményezett nyitott kapuk politikáját, aminek célja az volt, hogy egyik nagyhatalom se monopolizálhassa a kínai piacot maga számára. A nagyhatalmak ugyancsak együttműködtek a kínai bokszerlázadás leverésében. 1910-re sikerült kialakítani a nagyhatalmak közötti békét a Távol-Keleten. Az első világháború kitörésekor Nagy-Britannia, Oroszország, Kína és Japán egyaránt hadat üzentek Németországnak és együttműködtek az ottani német birtokok egymás közötti felosztásában.

#### Az első világháború
A 20. század elején Németország erősödése egy táborba terelte Nagy-Britanniát, Franciaországot és Oroszországot, az 1907-es szentpétervári angol–orosz szerződéssel létrejöhetett a „hármas antant”. Az angol–orosz konvenció lezárta a két hatalom közép-ázsiai vetélkedését, elhatárolta befolyási övezeteiket Perzsiában, valamint Tibetet és Afganisztánt illetően. A két nagyhatalom így szövetséges lett az első világháborúban. Ez a szövetség egészen az 1917-es orosz forradalmakig, a cár hatalmának megdöntéséig tartott.

### A két világháború között
A bolsevik forradalom győzelme után Szovjet-Oroszország megkötötte a breszt-litovszki békét Németországgal, hatalmas területi engedményeket téve annak érdekében, hogy lélegzethez jutva sikerre vihesse belső forradalmát. Nagy-Britannia ezt a békekötést árulásnak értékelte, és az orosz polgárháborúban fehérek oldalára állt, különös tekintettel arra, hogy a bolsevikok államosították a külföldi tulajdont és felmondták a cári kormányzat általa kötött kölcsönszerződéseket, megtagadták a hitelek visszafizetését. A britek és számos más állam által végrehajtott oroszországi intervenció a fehérek oldalán azonban kudarcot vallott. Ezután a két állam kapcsolatai teljesen megszakadtak. A brit intervenció csapatok kivonása után fokozatosan újra kezdődtek a tárgyalások a két fél között. Lenin az első évek hadikommunizmusa után meghirdette az új gazdaságpolitikát és ennek keretében nagy fontosságot tulajdonított a nemzetközi kereskedelmi kapcsolatoknak is. Végül 1921-ben kötötték meg az angol–szovjet kereskedelmi szerződést, ami egyben Szovjet-Oroszország de facto elismerését, az ellene fenntartott politikai és kereskedelmi blokád megtörését is jelentette Nagy-Britannia, a kor legerősebb európai hatalma részéről.
1924-ben a brit Munkáspárt történelme során először alakíthatott kormányt. Nagy-Britannia ezután formálisan, de jure is elismerte a Szovjetuniót. A kétoldalú kapcsolatok azonban feszültek maradtak, különösen azért, mert a kisebbségi munkáspárti kormányt hamarosan megbuktatták a konzervatívok. Általános választásokat írtak ki, és a kampány során a Daily Mail nyilvánosságra hozott egy dokumentumot, amit állítólag Zinovjev, a Komintern akkori vezetője írt Nagy-Britannia Kommunista Pártjának, lázadásra szólítva fel a brit kommunistákat a tőkés hatalom ellen. A „Zinovjev-levél” a kor színvonalán hihető hamisítvány volt, és alapvetően befolyásolta az aktuális választási kampányt, a Munkáspárt és a liberálisok súlyos vereséget szenvedtek, a Konzervatív Párt óriási győzelmet aratott. A konzervatív kormányzat 1927-ben meg is szakította a diplomáciai kapcsolatokat a Szovjetunióval. 1929-ben azonban újra a Munkáspárt került kormányra, és helyreállították a kapcsolatokat, immár nagyköveti szinten.

#### A második világháború előzményei
A náci Németország gyors fegyverkezése kézzelfogható háborús veszélyt jelentett Európa számára. Az Egyesült Királyság, és legfontosabb szövetségese, Franciaország, Neville Chamberlain és Édouard Daladier vezetésével úgy vélték, hogy Hitler követeléseinek teljesítésével el lehet kerülni a háborút, ezért 1938 szeptemberében megkötötték vele a müncheni egyezményt Csehszlovákia feldarabolásáról. A Szovjetunió úgy értékelte, hogy e szerződés, aminek kidolgozásába nem vonták be, nem hárítja el a háborús veszélyt, csak keleti irányba tereli Németországot, amely már 1939 márciusában felrúgta a müncheni egyezményt és egész Csehszlovákiát megszállta. Moszkva ezért 1939 áprilisában háromoldalú, angol–francia–szovjet katonai szövetség létrehozását javasolta Németországgal szemben. Az erre irányuló moszkvai háromoldalú tárgyalások azonban rendkívül vontatottan haladtak, a nyugati partnerek nem kívántak katonai szövetséget kötni, inkább ahhoz ragaszkodtak, hogy külön-külön adjanak egyoldalú garanciát Lengyelország és Románia számára egy német támadás esetére. A Szovjetunió ezután 1939 augusztusában gyökeres fordulattal Németországgal kötötte meg Molotov–Ribbentrop-paktumot.
Németország 1939. szeptember 1-jén megtámadta Lengyelországot, emiatt Nagy-Britannia és Franciaország szeptember 3-án hadat üzent Berlinnek. Megkezdődött a furcsa háború, a világháború első szakasza, ami a nyugati fronton harci cselekményeket alig hozott. A német hadsereg két hét alatt megtörte Lengyelország ellenállását, szeptember 17-én a Hitlerrel kötött megállapodásnak megfelelően a szovjet csapatok is bevonultak és megszállták Lengyelország keleti, főleg belarusz és ukrán lakosságú részét.
A Molotov–Ribbentrop-paktum katasztrofális hatással volt a Szovjetunió angliai és általában nyugat-európai megítélésére, különösen az antifasiszta közvélemény szemében.

### A Szovjetunió elleni német támadás után

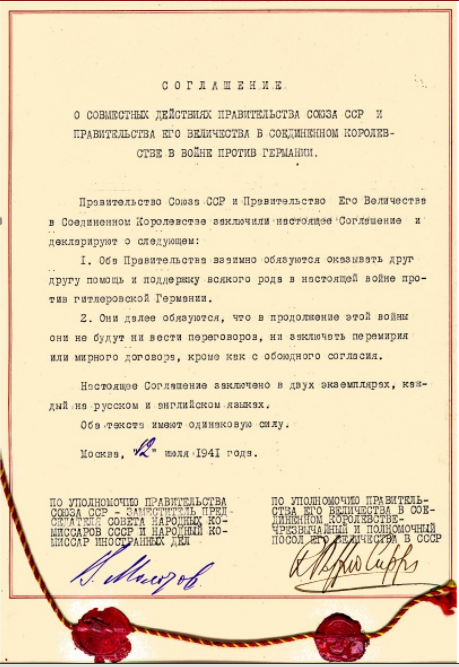
1941. július 12-én aláírt szovjet–brit szerződés a Németország elleni harcról

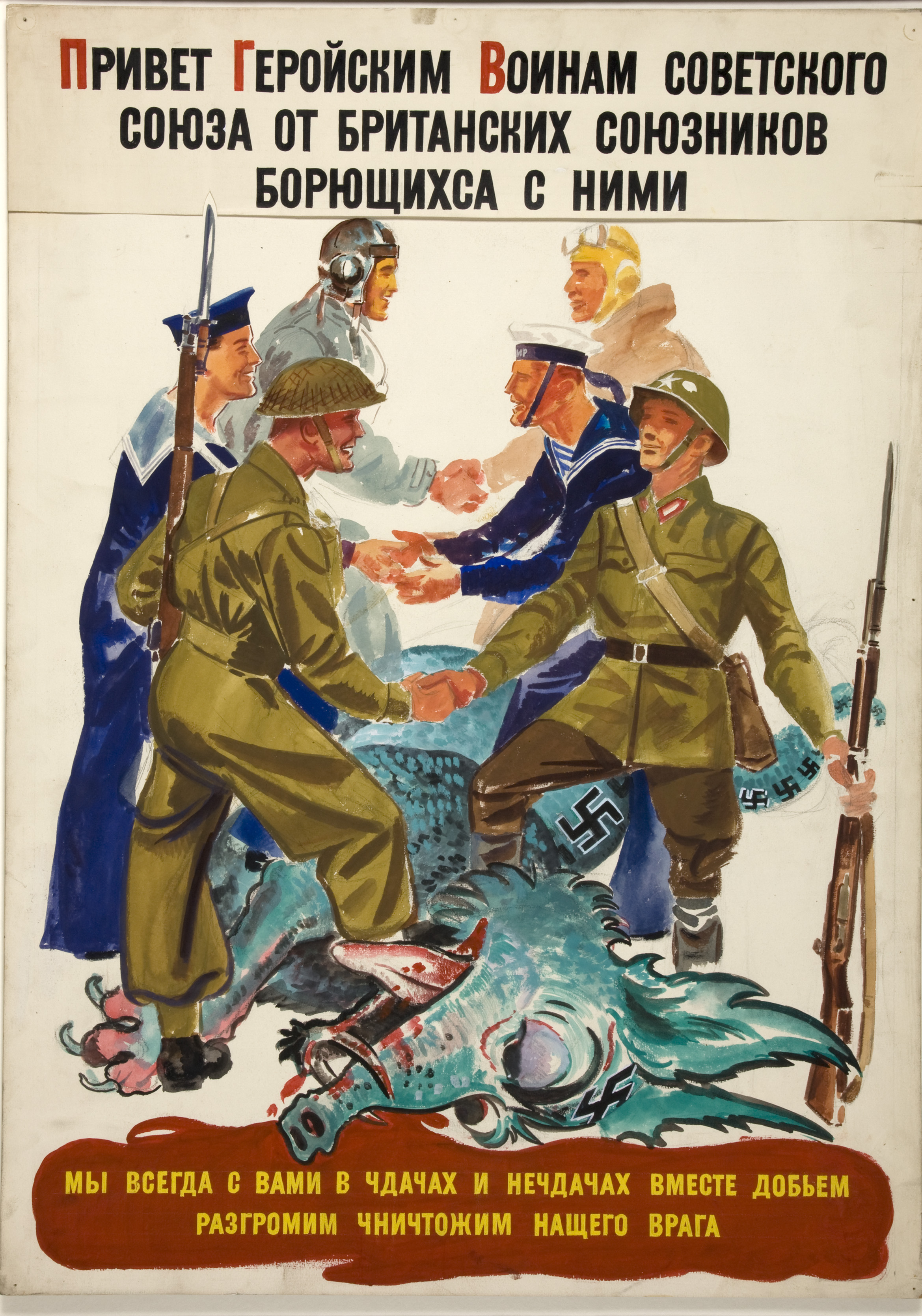
Háborús plakát – angol és szovjet katonák taposnak egy horogkeresztes sárkányon

1941. június 22-én Németország hadüzenet nélkül megtámadta a Szovjetuniót. Winston Churchill, az új brit miniszterelnök azonnal határozott támogatásáról biztosította az orosz népet, július 12-én már katonai szerződést kötöttek. A szerződés mindössze két pontból állt: a két fél kötelezettséget vállalt egymás teljes támogatására, valamint arra, hogy nem kötnek különbékét. Anglia megkezdte a hadianyag szállítását is. 1942. január 1-jén a „négy nagy” szövetséges, az Egyesült Királyság, az Egyesült Államok, a Szovjetunió és Kína aláírták az Egyesült Nemzetek Nyilatkozatát, majd másnap 22 további szövetséges állam csatlakozott ahhoz. Nagy-Britannia és a Szovjetunió ebben a szoros szövetségben harcolta végig a második világháborút.
A háború alatti angol–szovjet együttműködés különleges esete volt Irán közös megszállása annak érdekében, hogy az ország ne csatlakozhasson a tengelyhatalmakhoz.

#### Egyezkedés a háború utáni Kelet-Európáról

Világoskék vonal: Curzon-vonal "B" az 1919-es javaslat szerint. Sötétkék vonal: Curzon-vonal "A" a Szovjetunió 1940-es javaslata szerint. Rózsaszín terület: Lengyelországnak átadott korábbi német területek. Szürke terület: a Szovjetunió által elfoglalt korábbi lengyel terület

A második világháború végén a két állam közötti együttműködés fontos kérdése volt a háború utáni új Lengyelország határainak megállapítása. Churchill az emigráns lengyel kormány tiltakozása ellenére elfogadta azt a szovjet követelést, hogy Lengyelországtól vegyék el a Curzon-vonaltól keletre lévő, főleg belarusz és ukrán lakosságú területeket, amelyeket a Szovjetunió már a Molotov–Ribbentrop-paktum értelmében elfoglalt. Lengyelországot Németország keleti területeivel kárpótolták.
1944 októberében Churchill és Anthony Eden brit külügyminiszter Moszkvában találkoztak Sztálinnal és Vjacseszlav Mihajlovics Molotovval. Hosszú alkudozás után a két fél megállapodott kelet-európai befolyásuk százalékos arányairól. Eszerint Nagy-Britannia 90%-os befolyást kap Görögországban, a Szovjetunió pedig 90%-ot Romániában. A Bulgária és Magyarország feletti befolyásban 80-20 arányban osztozott a szovjet és a brit fél. Jugoszláviában 50-50%-ban egyeztek meg. Olaszországban a Szovjetunió nem kapott befolyást.

#### Hidegháború
A második világháború befejeződése után a két ország kapcsolatai gyorsan romlásnak indultak. A Szovjetunió teljesen befolyása alá vonta a hadserege által megszállt területeket. Churchill 1946-os fultoni beszédében megalkotta a vasfüggöny kifejezést Európa kettéosztottságára, és gyakorlatilag meghirdette a hidegháborút. Nagy-Britannia a NATO alapító tagja lett.
Nagy-Britannia és a Szovjetunió között különösen éles küzdelem alakult ki a hírszerzés terén. Eleinte ebben a szovjet titkosszolgálatok értek el nagyobb eredményeket. Kim Philby és a Cambridge-i ötök, George Blake és mások mélyen beépültek a brit titkosszolgálatokba és gyakran meghiúsították a Szovjetunió elleni akciókat, mint például a berlini kémalagút építését. A nyugati szövetségesek azonban a Venona-projekt révén számos szovjet kémet tudtak leleplezni az 50-es években. A titkosszolgálatok közötti küzdelem később is intenzív maradt. 1971-ben a brit kormány egyszerre 105 szovjet diplomáciai státuszban lévő személyt utasított ki országából, kémkedéssel vádolva őket.
Nagy-Britannia egykori gyarmatbirodalma, globális kereskedelmi kapcsolatai révén messze nem érdekelt annyira az oroszországi kereskedelemben, mint például Németország. Ez erősen meglátszott a politikai kapcsolatok alakulásán is. A háború után csak 1959-ben kötöttek átfogó kereskedelmi megállapodást.
Az 1970-es években a Szovjetunió és a nyugati nagyhatalmak, így Nagy-Britannia között is bizonyos enyhülés következett be, de az 1980-as években Margaret Thatcher brit miniszterelnök Ronald Reagan amerikai elnökkel együtt újra erőteljes antikommunista politikát folytatott.

### Kelet-európai rendszerváltás, a Szovjetunió felbomlása
Az 1980-as évek második felére a Szovjetunió belső társadalmi-gazdasági gondjai súlyossá váltak. Mihail Gorbacsov ezek leküzdésére radikális reformpolitikát hirdetett, ez azonban végső soron a Szovjetunió felbomlásához, kelet-európai befolyási övezete széthullásához vezetett. 1991-ben az Oroszországi Föderáció vette át nemzetközi téren a Szovjetunió helyét, az unió további 14 tagállama függetlenné vált. A brit–orosz kapcsolatok gyors fejlődésnek indultak. 1994-ben II. Erzsébet brit királynő hivatalos látogatást tett Oroszországban; ő volt az első brit uralkodó, aki valaha is orosz földre lépett.

#### Katonai együttműködés
1995-től Anglia saját költségén átképzési programokat indított az egykori szovjet hadsereg leépítése során leszerelő tisztek számára Oroszország számos városában, így Moszkvában, Szentpéterváron, Nyizsnyij Novgorodban, Novoszibirszkben, a Don melletti Rosztovban, Szamarában, Jekatyerinburgban és Vlagyivosztokban, 2003 közepéig több mint 17,5 ezer fiatal tisztet képeztek át polgári szakmákra 11 millió fontos költséggel.
Nagy-Britannia jelentős részt vállalt az orosz nukleáris arzenál elavult vagy a szerződések alapján feleslegessé vált részének leszerelésében. Többek között térítésmentesen leszállítottak 250 speciális konténert és 20, ugyancsak különleges tehergépkocsit a nukleáris robbanófejek mozgatására 35 millió font értékben. 2 millió fontot fordítottak nukleáris üzemanyag elhelyezésére, 11,5 millió fontot két atommeghajtású tengeralattjáró leszerelésére. Az Egyesült Államokkal és Norvégiával együtt vettek részt az északi-sarkvidéki katonai környezetvédelmi együttműködésben.
2013-ban Nagy-Britannia mesterlövész-puskák gyártásával kapcsolatos szabadalmakat adott át Oroszországnak, valamint repülőgép- és helikopter-alkatrészeket szállított 133 millió font értékben. 2014 tavaszán azonban a két ország politikai kapcsolatainak megromlása miatt a katonai együttműködést felfüggesztették, a futó programokat törölték vagy befagyasztották.
2005 októberében Putyin londoni látogatása során Tony Blair brit miniszterelnök a terrorelhárítási együttműködés keretében bemutatta a vendégnek a COBR nevű szupertitkos irányítóközpontot, ahonnan rendkívüli események, mint például a 2005-ös londoni terrortámadás során a kormányzati tevékenységet vezetik.

#### Romló kapcsolatok a 21. század elején
A kétoldalú kapcsolatok fokozatosan újra hűvösebbé váltak Putyin elnökké választása után. Oroszország ugyanis ezután keményebb érdekérvényesítő külpolitikát és tekintélyelvűbb belpolitikát folytatott. Ennek következtében a kétoldalú kapcsolatokra a 21. század első évtizedeiben a kisebb-nagyobb incidensek a jellemzőek.
Az Oroszországból Londonba szökött menekültek, mint Borisz Abramovics Berezovszkij orosz oligarcha és Ahmed Zakajev csecsen szeparatista számára nyújtott brit politikai menedékjog is rontottak a kapcsolatok hangulatán.
2006-ban az orosz titkosszolgálatok dokumentálták és nyilvánosságra hozták a brit hírszerzés egy moszkvai műveletét. Ezt az ügyet az orosz kormányzat arra használta fel, hogy politikai és adminisztratív támadást indítson az orosz civil szervezetek ellen, azzal vádolva őket, hogy a nyugati titkosszolgálatok támogatásából élnek.
2006 végén az orosz titkosszolgálatok Londonban radioaktív polóniummal megmérgezték Alekszandr Litvinyenkót, az angolokhoz átállt korábbi munkatársukat. A brit hatóságok pontosan feltárták a merénylet részleteit és követelték az elkövetők kiadatását Oroszországtól. Az incidens nyomán a két fél négy-négy diplomatát kiutasított az országából.
2007 augusztusában Oroszország újra kezdte Tu–95-ös stratégiai nehézbombázóinak provokatív járőrözését többek között a brit felségvizek közelében, több alkalommal is kiváltva a brit vadászgépek felszállását.
2008 januárjában az orosz hatóságok bezáratták a British Council két irodáját Oroszországban, az adózás szabályainak megsértésével vádolva azokat.
A 2008-as orosz–grúz háború idején David Miliband brit külügyminiszter Tbiliszibe látogatott és szolidaritásáról biztosította a grúz népet. A külügyminiszter 2009 novemberében Moszkvába is ellátogatott, ahol kijelentette, hogy a kétoldalú kapcsolatokra a „tiszteletteljes egyet nem értés” a jellemző.

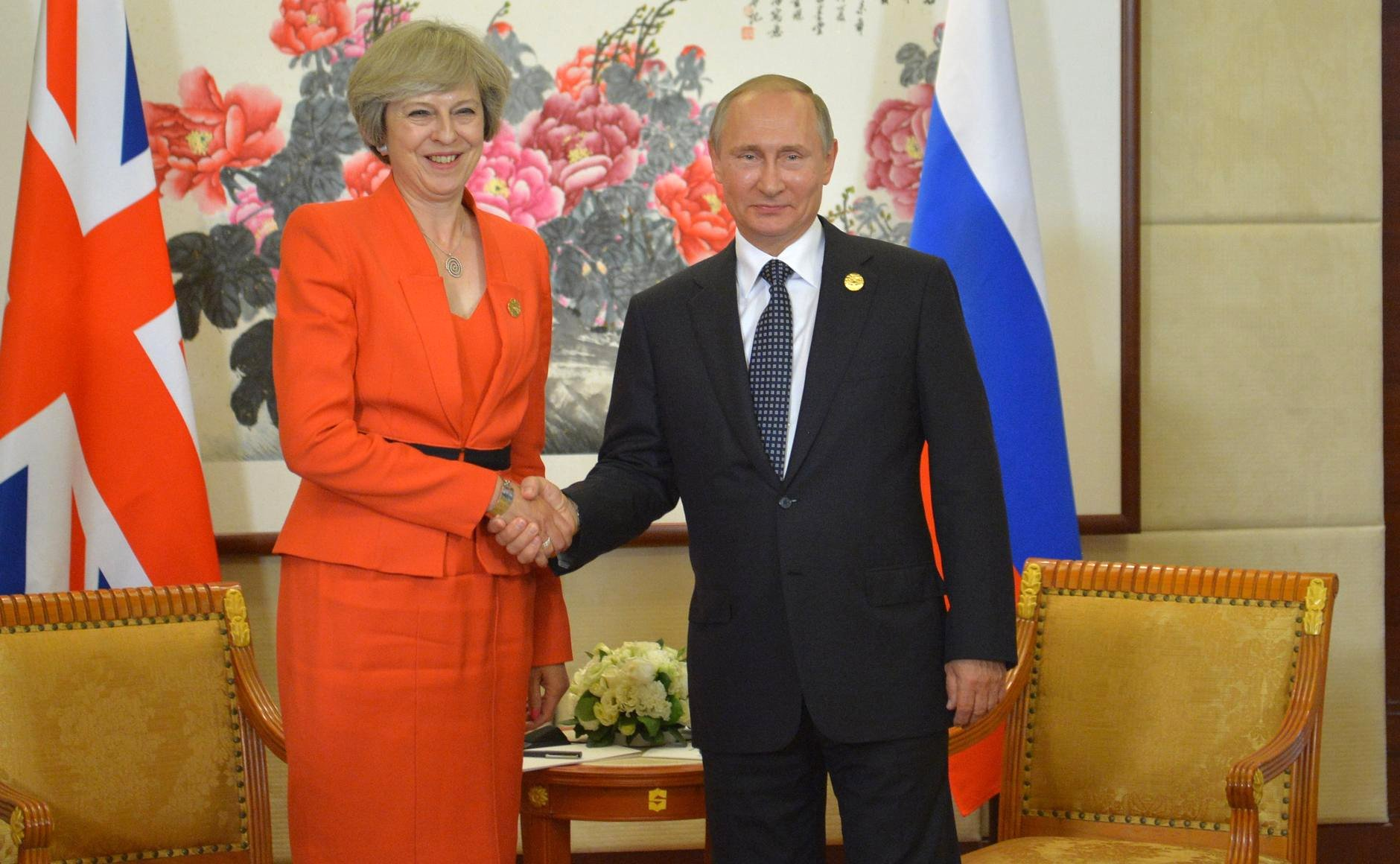
Theresa May brit miniszterelnök és Putyin orosz elnök a G20-ak 2016-os hangcsoui találkozóján

2014-ben az ukrajnai válság újra súlyosan érintette az angol–orosz kapcsolatokat is. Nagy-Britannia csatlakozott a Krím elcsatolása miatt Oroszország ellen bevezetett nemzetközi szankciókhoz, többek között minden katonai együttműködést felfüggesztettek Oroszországgal, megtiltották a hadianyagok exportját.
2017 áprilisában a londoni orosz nagykövet úgy nyilatkozott, hogy a két ország kapcsolatai mélyponton vannak.
2017 novemberében, Theresa May miniszterelnök egy ünnepi beszédében Oroszországot a nyitott gazdaságok és a szabad társadalmak fő ellenségének nevezte. Nagy hangsúllyal tért ki arra, hogy Oroszország hamis információk terjesztésével beavatkozik a nyugati államok belpolitikájába, információs háborút folytat. Theresa May beszédét számos megfigyelő Churchill 1946 márciusi fultoni beszédéhez hasonlította, amellyel az egykori brit miniszterelnök meghirdette a hidegháborút.
2017 decemberében Boris Johnson brit külügyminiszterként öt év után először tett hivatalos látogatást Moszkvában.
2018-ban újra – ezúttal sikertelen – merényletet hajtottak végre az orosz szolgálatok brit földön, a célpont Szergej Viktorovics Szkripal, egykori kettős ügynök volt. Emiatt Nagy-Britannia és számos szövetségese, köztük Magyarország összesen több mint 140 orosz diplomatát utasítottak ki országaikból.

## Fordítás
- Ez a szócikk részben vagy egészben  a   Russia-United Kingdom relations című angol Wikipédia-szócikk ezen változatának fordításán alapul.  Az eredeti cikk szerkesztőit annak laptörténete sorolja fel. Ez a jelzés csupán a megfogalmazás eredetét és a szerzői jogokat jelzi, nem szolgál a cikkben szereplő információk forrásmegjelöléseként.
- Ez a szócikk részben vagy egészben  a(z)   Российско-британские отношения című orosz Wikipédia-szócikk ezen változatának fordításán alapul.  Az eredeti cikk szerkesztőit annak laptörténete sorolja fel. Ez a jelzés csupán a megfogalmazás eredetét és a szerzői jogokat jelzi, nem szolgál a cikkben szereplő információk forrásmegjelöléseként.

## Kapcsolódó szócikk
- Leleplezések a 18. század diplomáciatörténetéről